# Jeffrey Beall

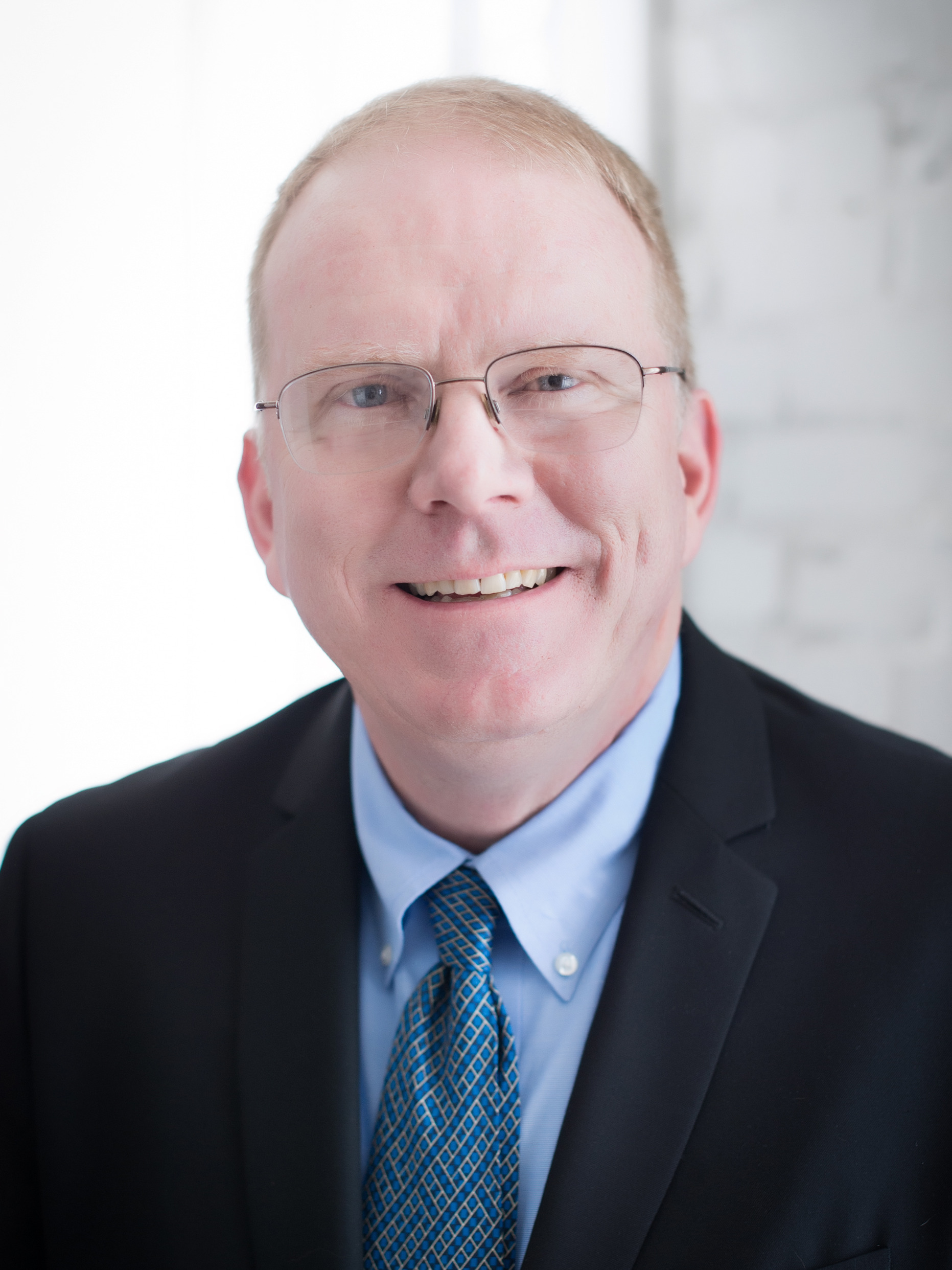
Jeffrey Beall (2005)

Jeffrey Beall ist ein nicht mehr berufstätiger US-amerikanischer Bibliothekar. Er ist Experte für interne Wissenschaftskommunikation und bibliographische Metadaten und wurde einer breiteren wissenschaftlichen Fachwelt und Öffentlichkeit vor allem bekannt durch seine nicht unumstrittene Liste, auf der er von ihm als solche identifizierte „Raubverlage“ führte („Beall’s list“ of „potential, possible, or probable predatory scholarly open-access publishers“).

## Berufliche Laufbahn
Beall wuchs in Kalifornien auf und erwarb 1982 an der California State University in Northridge einen Bachelor in Spanisch und 1987 an der Oklahoma State University einen Master in Englisch, bevor er 1990 an der University of North Carolina einen Master in Bibliothekswissenschaften erwarb. Von 1990 bis 2000 war er Katalogisierer an der Widener Library der Harvard University. Ab dem Jahr 2000 war er schließlich Bibliothekar an der Auraria Library der University of Colorado in Denver.
Im Jahre 2010 veröffentlichte er erstmals eine Liste mutmaßlich unlauter arbeitender Open-Access-Verlage und ab 2012 führte und pflegte er diese Liste sowie weitere, ähnliche Listen auf seiner neuen Website Scholarly Open Access – Critical analysis of scholarly open access publishing. Im Januar 2017 leerte er, nach eigenen Angaben auf Druck seines Arbeitgebers, der University of Colorado, faktisch die komplette Website. Die Domain scholarlyoa.com wurde im April 2018 für rund 9400 Dollar verkauft. Schon im März 2018 ging Beall in den Ruhestand.
Beall hat vor allem während seiner Zeit an der Auraria zahlreiche Fachartikel im Themenbereich Bibliothekswissenschaften und Wissenschaftskommunikation veröffentlicht, im Jahr 2009 erstmals auch zum Thema „Raubverlage“. Auch nach seiner Pensionierung publiziert er weiter wissenschaftlich über und betreibt Öffentlichkeitsarbeit gegen den partiellen Missbrauch des Open-Access-Modells.